# Мондави, Роберт
Роберт Джералд Мондави (англ. Robert Gerald Mondavi, 1913—2008) — американский предприниматель итальянского происхождения, один из наиболее известных виноделов США, человек, обеспечивший Северной Калифорнии мировую славу винодельческого региона. Некоторые специалисты называют его главным популяризатором вина в Америке, который одновременно продвигал здоровый образ жизни.

## Биография
Роберт Мондави родился 18 июня 1913 года в городе Хиббинге (Миннесота), в семье выходцев из итальянского региона Марке. Вскоре семья переехала в Лоди (Калифорния), где Роберт окончил школу. Отец семьи, Чезаре, на новом месте основал компанию по упаковке фруктов C. Mondavi and Sons.
В 1937 году Роберт окончил Стэнфордский университет.
В 1960-х семья Мондави купила винодельческую компанию Charles Krug Winery в долине Напа. В 1965 году после ссоры с братом Питером, Роберт покинул семейный бизнес и основал собственную винодельню Robert Mondavi Winery в Окленде. Это было первое подобное предприятие в регионе с начала тридцатых годов. Она прославилась благодаря напиткам из винограда — каберне и шардоне.
В 1979 году месте с бароном Филиппом де Ротшильдом создал красное сухое вино Opus One, которое стало одним из самых известных вин США.
В 1981 он помог создать Винный аукцион долины Напа.
В 1989 году отраслевой журнал Decanter назвал Мондави Человеком года. В документальном фильме режиссёра Джонатана Носситера «Мондовино» (2004) показана роль семьи Мондави в глобализации виноделия.
В 2004 из-за финансовых трудностей его винодельня была продана компании Constellation Brands за 1 млрд $.
Был женат на Мрджет Мондави. Его несколько братьев и сестра помогали в управлении предприятием.
Мондави скончался у себя дома в калифорнийском Йонтвилле 16 мая 2008 года.
Его кузен и дети основали винодельню Mondavi Family Estate.